# Lacház
Lacház, (Lăschia), település Romániában, a Partiumban, Máramaros megyében.

## Fekvése
Kápolnokmonostortól északkeletre, Kapnikbányától délnyugatra, a Kapnik folyó jobb partja mellett, Szurdokkápolnok  és Kováskápolnok közt fekvő település.

## Nevének eredete
Lacház nevét alapító kenéze után kapta.

## Története
Lacház nevét 1543-ban említette először oklevél Lachkonia néven.
1566-ban Laczkonya, 1650-ben Laczkina, 1733-ban Leczkény, 1750-ben Leczkie, 1808-ban Laczkonya, 1913-ban Lacház néven írták.
Lacház', Laczkonya Kővár tartozéka volt, és a Drágffyak birtokai közé tartozott.
1543-ban Drágffy Gáspáré, 1545-ben annak özvegyéé, somlyói Báthory Annáé. 1553-1554-ben pedig Drágffy György volt a birtokosa, majd a Drágffyk kihalta után Izabella királyné bátori (ecsedi) Báthori Györgynek, nejének somlyói Báthory Annának és fiuknak Istvánnak adományozta.
1565-ben azonban Báthori György fellázadt II. Miksa császár ellen, de a lázadás leverése után feje váltságául Kővárt és tartozékait a császárnak engedte át.
1567-ben II. János király Kővárt Miksa császártól visszafoglalta, azt s összes tartozékait, tehát e tartozékot is beregszói Hagymási Kristófnak adományozta.
1583-ban Báthory Zsigmond a kapniki ezüstbányászat céljából 2 évre, majd 1585után újabb 12 évre báró Herberstein Felicziánnak adta haszonbérbe, 1591-ben a fejedelem Herberstein Feliczián halálával a haszonbért örököseivel további 6 évre megújította.
1603-ban a kápolnokmonostori járáshoz tartozott.
1613-ban Tövisi Jezerniczky János birtoka, mely Kapnikhoz tartozott, e család tagjaié volt 1631-ig.
1650-ben Kővár tartozékai közt említették.
1702-ben Lipót császár gróf Mikes Mihályt és fiait: Ferenczet és Mihályt erősítette meg e birtokban, és a Mikes család leszármazottaié volt még az 1700-as évek végén is.
1809-ben birtokosai: gróf Mikes János 41, Pattantyus Pável 1 telekkel, majd 1820-ban gróf Mikes Róza, 1863-ban pedig gróf Mikes Erzsébet, gróf Wass Albert és Antónia részére úrbéri kárpótlást utaltak ki.
1910-ben 600 lakosából 594 román volt. Ebből 39 görögkatolikus, 553 görögkeleti ortodox volt.
A trianoni békeszerződés előtt Szolnok-Doboka vármegye Kápolnokmonostori járásához tartozott.

## Nevezetességek
- Az Istenszülő születésének szentelt görögkeleti fatemploma a 19. században épült.[1][2] Három harangja 1867, 1895 és 1896 évből valók, melyeket Kolozsváron és Temesváron öntöttek.